# مالكولم هوارد
مالكولم هوارد (بالإنجليزية: Malcolm Howard)‏ (و. 1983 – م) هو مجدف، من كندا، ولد في فكتوريا ، كولومبيا البريطانية، شارك في ألعاب أولمبية صيفية 2012، وألعاب أولمبية صيفية 2008.

## التعليم
تعلم في جامعة هارفارد، وكلية أوريل بجامعة أكسفورد.

## روابط خارجية
- مالكولم هوارد على موقع الاتحاد الدولي للتجديف (الإنجليزية)
- مالكولم هوارد على موقع اللجنة الأولمبية الدولية (الإنجليزية)
- مالكولم هوارد على موقع أوليمبيديا (الإنجليزية)
- مالكولم هوارد على موقع اللجنة الأولمبية الكندية (الإنجليزية)